# On Becoming a Guinea Fowl
On Becoming a Guinea Fowl è un film del 2024 scritto e diretto da Rungano Nyoni.

## Produzione
Le riprese del film sono iniziate in Zambia nell'ottobre 2022.

## Distribuzione
Il film è stato presentato il 16 maggio 2024 nella sezione Un Certain Regard della 77ª edizione del Festival di Cannes.

## Riconoscimenti
- 2024 - Festival di Cannes[3]
  - In concorso per il Premio Un Certain Regard